# Hiperbola (figura)
Hiperbola (grč. ὑπερβολη = preuveličavanje; hyper- = pre-, ballein = baciti) je figura preuveličavanja radi naglašavanja nekog emocionalnog stava.

## Primjeri hiperbole
Hiperbola u svakodnevnome govoru:
Rekao sam ti milijun puta da to ne činiš!
Umrla sam od smijeha!
To je najgluplja stvar koju sam čuo.
Isplakala je more suza.
Gotov sam za sekundu!
Smrtno mi je dosadno.

### Hiperbola u poeziji
- Tin Ujević, „Notturno”

Umrijet ću noćas od ljepote.
- Antun Gustav Matoš, „Živa smrt”

Ja sam, braćo, sinoć vragu dušu dao,

O, umre, mi, umre moje srce, ljudi!

- Josip Pupačić, „Tri moja brata”

Imao sam glas kao vjetar,

ruke kao hridine,

srce kao viganj.